# Sorbus adeana
Sorbus adeana är en rosväxtart som beskrevs av N.Mey.. Sorbus adeana ingår i släktet oxlar, och familjen rosväxter. Inga underarter finns listade i Catalogue of Life.